# Zeche Johann Heinrich
Die Zeche Johann Heinrich ist ein ehemaliges Bergwerk in Hattingen-Bredenscheid. Trotz der 50-jährigen Bergwerksgeschichte ist über die Zeche Johann Heinrich nur wenig bekannt.

## Geschichte
Am 8. April des Jahres 1846 wurde ein Geviertfeld mit einer Größe von 0,9 km² verliehen. Am 1. Februar des Jahres 1899 wurde mit der Auffahrung des Stollenquerschlags nach Süden begonnen. Im selben Jahr wurde mit dem Abbau begonnen. In den Jahren 1901/1902 wurde die Zeche durch die Westfälischen Kohlenwerke erworben. Am 27. Januar des Jahres 1903 wurde die Zeche Johann Heinrich stillgelegt. Im Jahr 1906 wurde sie von der Zeche Johannessegen übernommen.

## Förderung und Belegschaft
Die ersten bekannten Förder- und Belegschaftszahlen stammen aus dem Jahr 1899, damals wurde mit sechs Bergleuten eine Förderung von 25 Tonnen Steinkohle erbracht. Im Jahr 1900 stieg die Förderung auf 835 Tonnen Steinkohle, diese Förderung wurde von sieben Bergleuten erbracht. Die maximale Förderung stammt aus dem Jahr 1901, damals wurden mit sieben Bergleuten eine Förderung von 995 Tonnen Steinkohle erbracht. Die Förderung aus dem Jahr 1901 war zugleich auch die letzte bekannte Förderung des Bergwerks.

## Quelle
- Joachim Huske: Die Steinkohlenzechen im Ruhrrevier. Daten und Fakten von den Anfängen bis 2005 (= Veröffentlichungen aus dem Deutschen Bergbau-Museum Bochum 144). 3. überarbeitete und erweiterte Auflage. Selbstverlag des Deutschen Bergbau-Museums, Bochum 2006, ISBN 3-937203-24-9